# Meterspor
Meterspor er sporvognsspor og jernbanespor, anlagt som smalsporsbane med en sporvidde på 1000 mm. 
Det er en meget anvendt sporvidde til lokalbaner og letbaner, som i sammenligning med normalspor er billigere at anlægge.
I Danmark har sporvidden været brugt på Bornholm, Frederikshavn-Skagen, Horsens-Tørring, Kolding-Egtved og på amtsbanerne i Sønderjylland − her som en billiggørelse af baneanlægget.
Som den almindelige sporvidde bruges meterspor fx i det østlige Afrika og i Indien.
| Jernbane | Spire Denne jernbaneartikel er en spire som bør udbygges. Du er velkommen til at hjælpe Wikipedia ved at udvide den. |